# تپه موجه
تپه موجه مربوط به هزاره اول قبل از میلاد است و در شمال بوکان، ساری قامیش واقع شده و این اثر در تاریخ ۱۶ دی ۱۳۴۵ با شمارهٔ ثبت ۵۶۹ به‌عنوان یکی از آثار ملی ایران به ثبت رسیده است.